# Hydra Vein
Hydra Vein war eine britische Thrash-Metal-Band aus Brighton, die im Jahr 1986 gegründet wurde und sich im Jahr 1990 wieder trennte.

## Geschichte
Die Band wurde im Jahr 1987 gegründet, als Bassist Damon Maddison die Band Deathwish verließ, um sein eigenes Material aufzunehmen. Zu ihm stieß sein Bruder Nathan, der Schlagzeuger bei Deathwish war. Mike Keen war in der Band als Sänger vertreten. Zusammen nahmen sie im Juli 1987 das Demo The Reptilliad auf. Die Gitarristen Dave „Deathwish“ Brunt and Alan Wheatley-Crowe waren auf diesem Demo zu hören. Die Gitarristen waren mit dem Namen Jack Kartoffel in den Credits vermerkt, da beide Gitarristen noch in andere Projekte involviert waren und man damit einen Konflikt vermeiden wollte. Der Name war aus einem Film entliehen. Pianist Thomas Foster gestaltete das Intro des Demos. Dadurch erreichte die Band einen Vertrag mit Metalother Records. Außerdem stießen die Gitarristen Stephen Davis und Dan Ranger, dessen Bruder Stuart Damon bei Deathwish ersetzte, zur Band.
Nach einigen Monaten der Probe, betrat die Band im Februar 1988 die Blue Box Studios in Hove, um ihr Debütalbum Rather Death than False of Faith aufzunehmen. Das Album wurde im November desselben Jahres veröffentlicht.
Die Band trat in der Friday Rock Show auf BBC Radio One auf. Dies erregte die Aufmerksamkeit von Peter Mensch, welchem das Label Three Cherries gehörte. Bei diesem Label sollte das Album in den USA vertrieben werden. Aufgrund von labelinternen Problemen kam es jedoch nicht dazu, wodurch sich Borivoj Krgin, Besitzer von Mean Machine Records, der Sache annahm. Es folgten einige Auftritte in Großbritannien, um Bands wie Sodom und Toranaga zu unterstützen. Nach dem Auftritt beim Level Festival in Brighton verließ Dan Ranger die Band. Die Band setzte zunächst zu viert die weiteren Konzerte fort. Bei einem Konzert zusammen mit Candlemass in Bradford entschied sich die Band, sich von Metalother und Gitarrist Davis zu trennen.
Die Band unterschrieb einen Vertrag bei RKT Records und veröffentlichte das zweite Album After the Dream bei diesem. Das Album wurde in den Square Dance Studios in Derby im September 1989 aufgenommen und einige Monate später veröffentlicht. Ein Jahr später löste sich die Band auf.
Im Jahr 2007 wurden beide Alben bei Blackend wiederveröffentlicht. Die vier verbliebenen Mitglieder leben und arbeiten in ganz Europa. Es liegen bisher keine Pläne für eine Wiedervereinigung der Band vor. Einer der Gründe dafür ist auch der Tod von Sänger Mike Keen.

## Stil
Die Band spielt klassischen 1980er-Jahre-Thrash-Metal. Das Tempo der Lieder ist variabel, wobei starke Parallelen zu Slayer erkennbar sind.

## Diskografie
- 1987: The Reptilliad (Demo, Eigenveröffentlichung)
- 1988: Rather Death than False of Faith (Album, Metalother Records)
- 1989: After the Dream (Album, RKT Records)
- 1990: UK Thrash Assault (Split-Album mit Snyper, Pendemia, War Dance und Llamedos Riil, C.M.F.T. Records)